# Kurt Dinter
Moritz Kurt Dinter, född den 10 juni 1868 i Bautzen, död den 16 december 1945 i Neukirch/Lausitz var en tysk botaniker och upptäcktsresande i Sydvästafrika.

Auktorsnamnet Dinter kan användas för Kurt Dinter i samband med ett vetenskapligt namn inom botaniken; se Wikipediaartiklar som länkar till auktorsnamnet.